# Mistrzostwa Świata w Strzelectwie 1912
Mistrzostwa Świata w Strzelectwie 1912 – szesnasta edycja mistrzostw świata w strzelectwie. Odbyły się one we francuskich miasteczkach Bajonna oraz Biarritz. Udział brali tylko mężczyźni. 
Rozegrano jedenaście konkurencji. Indywidualnie najwięcej medali zdobywali Szwajcarzy: Konrad Stäheli (sześć) i Fritz Kuchen (cztery) oraz Belg Paul Van Asbroeck (cztery). W klasyfikacji medalowej zwyciężyli Szwajcarzy. Gospodarze zajęli szóste miejsce z dorobkiem czterech srebrnych i dwóch brązowych medali.

## Klasyfikacja medalowa
Gospodarze mistrzostw
| Pozycja | Kraj              | Złoto | Srebro | Brąz | Łącznie |
| ------- | ----------------- | ----- | ------ | ---- | ------- |
| 1       | Szwajcaria        | 5     | 2      | 5    | 12      |
| 2       | Belgia            | 2     | 2      | 0    | 4       |
| 3       | Hiszpania         | 2     | 0      | 1    | 3       |
| 4       | Włochy            | 1     | 2      | 2    | 5       |
| 5       | Stany Zjednoczone | 1     | 1      | 0    | 2       |
| 6       | Francja           | 0     | 4      | 2    | 6       |
| 7       | Holandia          | 0     | 0      | 1    | 1       |

## Wyniki
| Konkurencja                                     | Złoto                                                                                            | Wynik     | Srebro                                                                                 | Wynik     | Brąz                                                                                      | Wynik     |
| Karabin wojskowy, trzy postawy, 300 m           | Julio Castro                                                                                     | 506 pkt.  | Fritz Kuchen                                                                           | 502 pkt.  | Konrad Stäheli                                                                            | 498 pkt.  |
| Karabin wojskowy leżąc, 300 m                   | Julio Castro                                                                                     | 179 pkt.  | Harry Simon                                                                            | 176 pkt.  | Alfredo Galli                                                                             | 174 pkt.  |
| Karabin wojskowy klęcząc, 300 m                 | Fritz Kuchen                                                                                     | 178 pkt.  | Ricardo Ticchi                                                                         | 172 pkt.  | Lebet                                                                                     | 172 pkt.  |
| Karabin wojskowy stojąc, 300 m                  | Ernest Eddy                                                                                      | 166 pkt.  | Gian Cantoni                                                                           | 162 pkt.  | Julio Castro                                                                              | 161 pkt.  |
| Karabin dowolny, trzy postawy, 300 m            | Konrad Stäheli                                                                                   | 1078 pkt. | Paul Van Asbroeck                                                                      | 1038 pkt. | Marcel Meyer de Stadelhofen                                                               | 1036 pkt. |
| Karabin dowolny, trzy postawy, 300 m, drużynowo | Szwajcaria Caspar Widmer Fritz Kuchen Mathias Brunner Marcel Meyer de Stadelhofen Konrad Stäheli | 5172 pkt. | Francja Paul Colas Albert Courquin A. Husson Léon Johnson André Parmentier             | 5027 pkt. | Holandia Antonius Bouwens Jan Brussaard Antonie de Gee Uilke Vuurman Gerard van den Bergh | 5010 pkt. |
| Karabin dowolny leżąc, 300 m                    | Konrad Stäheli                                                                                   | 367 pkt.  | Paul Colas                                                                             | 358 pkt.  | A. Husson                                                                                 | 357 pkt.  |
| Karabin dowolny klęcząc, 300 m                  | Konrad Stäheli                                                                                   | 374 pkt.  | Marcel Meyer de Stadelhofen                                                            | 364 pkt.  | Fritz Kuchen                                                                              | 357 pkt.  |
| Karabin dowolny stojąc, 300 m                   | Ricardo Ticchi                                                                                   | 345 pkt.  | Paul Van Asbroeck                                                                      | 338 pkt.  | Konrad Stäheli                                                                            | 337 pkt.  |
| Pistolet dowolny, 50 m                          | Paul Van Asbroeck                                                                                | 540 pkt.  | Paul Maujean                                                                           | 535 pkt.  | Caspar Widmer                                                                             | 527 pkt.  |
| Pistolet dowolny, 50 m, drużynowo               | Belgia Paul Van Asbroeck Philippe Cammaerts Charles Paumier du Vergier Norbert Van Molle Serruys | 2570 pkt. | Francja Augustin Barbillat Jean Carrère André de Castelbajac Paul Maujean André Regaud | 2562 pkt. | Włochy Alfredo Galli Raffaele Frasca Luigi Moretto Giuseppe Mussino Ricardo Ticchi        | 2552 pkt. |